# Yūichi Komano
Yūichi Komano (駒野 友一?, Komano Yūichi; Kainan, 25 luglio 1981) è un ex calciatore giapponese, di ruolo difensore.

## Caratteristiche tecniche
Può ricoprire vari ruoli in campo, come quello di terzino destro, terzino sinistro e centrocampista. Le sue abilità di calciatore non sono limitate solo al gioco difensivo, infatti anche nelle azioni offensive riesce a rendersi utile con i suoi assist, ed è capace di andare a rete, calciando bene con entrambi i piedi. Come finalizzatore ha discrete capacità nel saper trovare il gol sia con i rigori sia con i calci di punizione.

## Carriera

### Club

#### Sanfrecce Hiroshima e Júbilo Iwata
Nel 2000 Yūichi Komano inizia a giocare da professionista per il Sanfrecce Hiroshima e realizza la sua prima rete nella J1 League nella vittoria contro il Tokyo Verdy segnando la rete del 3-2. Nel 2006 apre le marcature nella vittoria per 3-0 contro il Cerezo Osaka nella Coppa dell'Imperatore. Segna la sua ultima rete per la squadra nel 2007 con il gol del 2-0 vincendo contro il FC Tokyo. A partire dal 2008 gioca per il Júbilo Iwata vincendo l'edizione 2010 anche se non gioca la finale per via di un infortunio, tale vittoria consente alla squadra di giocare contro l'Independiente alla Coppa Suruga Bank il 3 agosto 2011 al Shizuoka Stadium dove la partita si conclude per 2-2 decidendo la vincitrice ai rigori e il Júbilo Iwata prevale per 4-2, Kamono segna uno dei rigori vincenti.

#### FC Tokyo e Avispa Fukuoka
Nel 2016 gioca per il FC Tokyo, ma a metà stagione viene ceduto all'Avispa Fukuoka fino al 2018 segnando la sua prima rete con la squadra perdendo per 2-1 contro il Kashima Antlers, per poi retrocedere nella J2 League, la seconda divisione, segnando la sua ultima rete con l'Avispa Fukuoka con il gol del 3-1 battendo il Kamatamare Sanuki.

#### FC Imabari
Giocha nell'edizione 2019 della Japan Football League con la maglia del FC Imabari segnando la rete del pareggio contro il Sony Sendai nella partita che si conclude per 1-1. La squadra ottiene nel 2020 la promozione nella J3 League dove segna il gol de 2-0 vincendo contro il Fukushima United.

### Nazionale
Ha esordito con la nazionale giapponese nell'edizione 2005 della Coppa dell'Asia orientale nel pareggio per 2-2 contro la Cina. Viene convocato per la Coppa d'Asia 2007 segnando la sua prima rete contro l'Australia su rigore, infatti la partita si è conclusa con il risultato di 1-1 e il Giappone ha vinto ai rigori per 4-3, inoltre segna un altro rigore contro la Corea del Sud, la partita che era finita a reti inviolate ha dovuto decidere la vincitrice ai rigori dove il Giappone ha perso per 6-5.
Ha partecipato al campionato del mondo 2006 e al campionato del mondo 2010, negli ottavi di finale del Mondiale 2010 ha fallito il rigore che ha permesso al Paraguay di accedere ai quarti (risultato finale 5-3 d.c.r.).
Ha realizzato il suo ultimo gol con la nazionale contro il Tagikistan, partita che poi è terminata 8-0 per i nipponici.

## Statistiche

### Cronologia presenze e reti in nazionale
| Cronologia completa delle presenze e delle reti in nazionale ― Giappone | Cronologia completa delle presenze e delle reti in nazionale ― Giappone | Cronologia completa delle presenze e delle reti in nazionale ― Giappone | Cronologia completa delle presenze e delle reti in nazionale ― Giappone | Cronologia completa delle presenze e delle reti in nazionale ― Giappone | Cronologia completa delle presenze e delle reti in nazionale ― Giappone | Cronologia completa delle presenze e delle reti in nazionale ― Giappone | Cronologia completa delle presenze e delle reti in nazionale ― Giappone |
| Data                                                                    | Città                                                                   | In casa                                                                 | Risultato                                                               | Ospiti                                                                  | Competizione                                                            | Reti                                                                    | Note                                                                    |
| ----------------------------------------------------------------------- | ----------------------------------------------------------------------- | ----------------------------------------------------------------------- | ----------------------------------------------------------------------- | ----------------------------------------------------------------------- | ----------------------------------------------------------------------- | ----------------------------------------------------------------------- | ----------------------------------------------------------------------- |
| 3-8-2005                                                                | Daejeon                                                                 | Giappone                                                                | 2 – 2                                                                   | Cina                                                                    | Coppa dell'Asia orientale 2005                                          | -                                                                       | 42’                                                                     |
| 7-8-2005                                                                | Taegu                                                                   | Corea del Sud                                                           | 0 – 1                                                                   | Giappone                                                                | Coppa dell'Asia orientale 2005                                          | -                                                                       |                                                                         |
| 8-10-2005                                                               | Riga                                                                    | Lettonia                                                                | 2 – 2                                                                   | Giappone                                                                | Amichevole                                                              | -                                                                       |                                                                         |
| 12-10-2005                                                              | Kiev                                                                    | Ucraina                                                                 | 1 – 0                                                                   | Giappone                                                                | Amichevole                                                              | -                                                                       |                                                                         |
| 16-11-2005                                                              | Tokyo                                                                   | Giappone                                                                | 1 – 0                                                                   | Angola                                                                  | Amichevole                                                              | -                                                                       | 78’                                                                     |
| 18-2-2006                                                               | Shizuoka                                                                | Giappone                                                                | 2 – 0                                                                   | Finlandia                                                               | Amichevole                                                              | -                                                                       | 76’                                                                     |
| 30-5-2006                                                               | Leverkusen                                                              | Germania                                                                | 2 – 2                                                                   | Giappone                                                                | Amichevole                                                              | -                                                                       | 39’                                                                     |
| 4-6-2006                                                                | Mönchengladbach                                                         | Giappone                                                                | 1 – 0                                                                   | Malta                                                                   | Amichevole                                                              | -                                                                       |                                                                         |
| 12-6-2006                                                               | Kaiserslautern                                                          | Australia                                                               | 3 – 1                                                                   | Giappone                                                                | Mondiali 2006 - 1º turno                                                | -                                                                       |                                                                         |
| 9-8-2006                                                                | Tokyo                                                                   | Giappone                                                                | 2 – 0                                                                   | Trinidad e Tobago                                                       | Amichevole                                                              | -                                                                       |                                                                         |
| 16-8-2006                                                               | Niigata                                                                 | Giappone                                                                | 2 – 0                                                                   | Yemen                                                                   | Qual. Coppa d'Asia 2007                                                 | -                                                                       | 46’                                                                     |
| 3-9-2006                                                                | Jeddah                                                                  | Arabia Saudita                                                          | 1 – 0                                                                   | Giappone                                                                | Qual. Coppa d'Asia 2007                                                 | -                                                                       |                                                                         |
| 4-10-2006                                                               | Yokohama                                                                | Giappone                                                                | 0 – 1                                                                   | Ghana                                                                   | Amichevole                                                              | -                                                                       |                                                                         |
| 11-10-2006                                                              | Bangalore                                                               | India                                                                   | 0 – 3                                                                   | Giappone                                                                | Qual. Coppa d'Asia 2007                                                 | -                                                                       |                                                                         |
| 15-11-2006                                                              | Sapporo                                                                 | Giappone                                                                | 3 – 1                                                                   | Arabia Saudita                                                          | Qual. Coppa d'Asia 2007                                                 | -                                                                       |                                                                         |
| 24-3-2007                                                               | Yokohama                                                                | Giappone                                                                | 2 – 0                                                                   | Perù                                                                    | Amichevole                                                              | -                                                                       |                                                                         |
| 1-6-2007                                                                | Shizuoka                                                                | Giappone                                                                | 2 – 0                                                                   | Montenegro                                                              | Amichevole                                                              | -                                                                       |                                                                         |
| 5-6-2007                                                                | Saitama                                                                 | Giappone                                                                | 0 – 0                                                                   | Colombia                                                                | Amichevole                                                              | -                                                                       |                                                                         |
| 13-7-2007                                                               | Hanoi                                                                   | Emirati Arabi Uniti                                                     | 1 – 3                                                                   | Giappone                                                                | Coppa d'Asia 2007 - 1º turno                                            | -                                                                       |                                                                         |
| 16-7-2007                                                               | Hanoi                                                                   | Vietnam                                                                 | 1 – 4                                                                   | Giappone                                                                | Coppa d'Asia 2007 - 1º turno                                            | -                                                                       |                                                                         |
| 21-7-2007                                                               | Hanoi                                                                   | Giappone                                                                | 1 – 1 dts (4 – 3 dtr)                                                   | Australia                                                               | Coppa d'Asia 2007 - Quarti di finale                                    | -                                                                       |                                                                         |
| 25-7-2007                                                               | Hanoi                                                                   | Giappone                                                                | 2 – 3                                                                   | Arabia Saudita                                                          | Coppa d'Asia 2007 - Semifinale                                          | -                                                                       |                                                                         |
| 28-7-2007                                                               | Palembang                                                               | Corea del Sud                                                           | 0 – 0 dts (6 – 5 dtr)                                                   | Giappone                                                                | Coppa d'Asia 2007 - 3º posto                                            | -                                                                       |                                                                         |
| 22-8-2007                                                               | Oita                                                                    | Giappone                                                                | 2 – 0                                                                   | Camerun                                                                 | Amichevole                                                              | -                                                                       | 46’                                                                     |
| 7-9-2007                                                                | Klagenfurt                                                              | Austria                                                                 | 0 – 0 dts (4 – 3 dtr)                                                   | Giappone                                                                | Amichevole                                                              | -                                                                       | 89’                                                                     |
| 11-9-2007                                                               | Klagenfurt                                                              | Giappone                                                                | 4 – 3                                                                   | Svizzera                                                                | Amichevole                                                              | -                                                                       |                                                                         |
| 17-10-2007                                                              | Osaka                                                                   | Giappone                                                                | 4 – 1                                                                   | Egitto                                                                  | AFC Challenge Cup 2007                                                  | -                                                                       |                                                                         |
| 26-1-2008                                                               | Tokyo                                                                   | Giappone                                                                | 0 – 0                                                                   | Cile                                                                    | Amichevole                                                              | -                                                                       |                                                                         |
| 30-1-2008                                                               | Shizuoka                                                                | Giappone                                                                | 3 – 0                                                                   | Bosnia ed Erzegovina                                                    | Amichevole                                                              | -                                                                       |                                                                         |
| 6-2-2008                                                                | Saitama                                                                 | Giappone                                                                | 4 – 1                                                                   | Thailandia                                                              | Qual. Mondiali 2010                                                     | -                                                                       |                                                                         |
| 17-2-2008                                                               | Chongqing                                                               | Giappone                                                                | 1 – 1                                                                   | Corea del Nord                                                          | Coppa dell'Asia orientale 2008                                          | -                                                                       | 77’                                                                     |
| 20-2-2008                                                               | Chongqing                                                               | Cina                                                                    | 0 – 1                                                                   | Giappone                                                                | Coppa dell'Asia orientale 2008                                          | -                                                                       | 46’                                                                     |
| 26-3-2008                                                               | Manama                                                                  | Bahrein                                                                 | 1 – 0                                                                   | Giappone                                                                | Qual. Mondiali 2010                                                     | -                                                                       |                                                                         |
| 24-5-2008                                                               | Toyota                                                                  | Giappone                                                                | 1 – 0                                                                   | Costa d'Avorio                                                          | Amichevole                                                              | -                                                                       |                                                                         |
| 27-5-2008                                                               | Saitama                                                                 | Giappone                                                                | 0 – 0                                                                   | Paraguay                                                                | Amichevole                                                              | -                                                                       | 69’                                                                     |
| 2-6-2008                                                                | Yokohama                                                                | Giappone                                                                | 3 – 0                                                                   | Oman                                                                    | Qual. Mondiali 2010                                                     | -                                                                       |                                                                         |
| 7-6-2008                                                                | Mascate                                                                 | Oman                                                                    | 1 – 1                                                                   | Giappone                                                                | Qual. Mondiali 2010                                                     | -                                                                       |                                                                         |
| 14-6-2008                                                               | Bangkok                                                                 | Thailandia                                                              | 0 – 3                                                                   | Giappone                                                                | Qual. Mondiali 2010                                                     | -                                                                       | 6’                                                                      |
| 20-8-2008                                                               | Sapporo                                                                 | Giappone                                                                | 1 – 3                                                                   | Uruguay                                                                 | Amichevole                                                              | -                                                                       |                                                                         |
| 13-11-2008                                                              | Niigata                                                                 | Giappone                                                                | 3 – 1                                                                   | Siria                                                                   | Amichevole                                                              | -                                                                       | 78’                                                                     |
| 20-1-2009                                                               | Kumamoto                                                                | Giappone                                                                | 2 – 1                                                                   | Yemen                                                                   | Qual. Coppa d'Asia 2011                                                 | -                                                                       | 67’                                                                     |
| 4-2-2009                                                                | Tokyo                                                                   | Giappone                                                                | 5 – 1                                                                   | Finlandia                                                               | Amichevole                                                              | -                                                                       | 72’                                                                     |
| 27-5-2009                                                               | Osaka                                                                   | Giappone                                                                | 4 – 0                                                                   | Cile                                                                    | Amichevole                                                              | -                                                                       |                                                                         |
| 6-6-2009                                                                | Tashkent                                                                | Uzbekistan                                                              | 0 – 1                                                                   | Giappone                                                                | Qual. Mondiali 2010                                                     | -                                                                       |                                                                         |
| 9-9-2009                                                                | Utrecht                                                                 | Giappone                                                                | 4 – 3                                                                   | Ghana                                                                   | Amichevole                                                              | -                                                                       |                                                                         |
| 8-10-2009                                                               | Shizuoka                                                                | Giappone                                                                | 6 – 0                                                                   | Hong Kong                                                               | Qual. Coppa d'Asia 2011                                                 | -                                                                       | 60’                                                                     |
| 10-10-2009                                                              | Yokohama                                                                | Giappone                                                                | 2 – 0                                                                   | Scozia                                                                  | Amichevole                                                              | -                                                                       | 81’                                                                     |
| 14-11-2009                                                              | Port Elizabeth                                                          | Sudafrica                                                               | 0 – 0                                                                   | Giappone                                                                | Amichevole                                                              | -                                                                       | 80’                                                                     |
| 18-11-2009                                                              | Hong Kong                                                               | Hong Kong                                                               | 0 – 4                                                                   | Giappone                                                                | Qual. Coppa d'Asia 2011                                                 | -                                                                       | 84’                                                                     |
| 2-2-2010                                                                | Oita                                                                    | Giappone                                                                | 0 – 0                                                                   | Venezuela                                                               | Amichevole                                                              | -                                                                       | 59’                                                                     |
| 11-2-2010                                                               | Tokyo                                                                   | Giappone                                                                | 3 – 0                                                                   | Hong Kong                                                               | Coppa dell'Asia orientale 2010                                          | -                                                                       |                                                                         |
| 24-5-2010                                                               | Saitama                                                                 | Giappone                                                                | 0 – 2                                                                   | Corea del Sud                                                           | Amichevole                                                              | -                                                                       | 79’                                                                     |
| 4-6-2010                                                                | Sion                                                                    | Giappone                                                                | 0 – 2                                                                   | Costa d'Avorio                                                          | Amichevole                                                              | -                                                                       | 67’                                                                     |
| 14-6-2010                                                               | Bloemfontein                                                            | Giappone                                                                | 1 – 0                                                                   | Camerun                                                                 | Mondiali 2010 - 1º turno                                                | -                                                                       |                                                                         |
| 19-6-2010                                                               | Durban                                                                  | Paesi Bassi                                                             | 1 – 0                                                                   | Giappone                                                                | Mondiali 2010 - 1º turno                                                | -                                                                       |                                                                         |
| 24-6-2010                                                               | Rustenburg                                                              | Danimarca                                                               | 1 – 3                                                                   | Giappone                                                                | Mondiali 2010 - 1º turno                                                | -                                                                       |                                                                         |
| 29-6-2010                                                               | Pretoria                                                                | Paraguay                                                                | 0 – 0 dts (5 – 3 dtr)                                                   | Giappone                                                                | Mondiali 2010 - Ottavi di finale                                        | -                                                                       |                                                                         |
| 4-9-2010                                                                | Yokohama                                                                | Giappone                                                                | 1 – 0                                                                   | Paraguay                                                                | Amichevole                                                              | -                                                                       | 90’                                                                     |
| 7-9-2010                                                                | Osaka                                                                   | Giappone                                                                | 2 – 1                                                                   | Guatemala                                                               | Amichevole                                                              | -                                                                       |                                                                         |
| 12-10-2010                                                              | Seul                                                                    | Corea del Sud                                                           | 0 – 0                                                                   | Giappone                                                                | Amichevole                                                              | -                                                                       | 15’                                                                     |
| 10-8-2011                                                               | Sapporo                                                                 | Giappone                                                                | 3 – 0                                                                   | Corea del Sud                                                           | Amichevole                                                              | -                                                                       | 56’                                                                     |
| 2-9-2011                                                                | Saitama                                                                 | Giappone                                                                | 1 – 0                                                                   | Corea del Nord                                                          | Qual. Mondiali 2014                                                     | -                                                                       |                                                                         |
| 7-9-2011                                                                | Tashkent                                                                | Uzbekistan                                                              | 1 – 1                                                                   | Giappone                                                                | Qual. Mondiali 2014                                                     | -                                                                       | 82’                                                                     |
| 7-10-2011                                                               | Kobe                                                                    | Giappone                                                                | 1 – 0                                                                   | Vietnam                                                                 | Amichevole                                                              | -                                                                       |                                                                         |
| 11-10-2011                                                              | Osaka                                                                   | Giappone                                                                | 8 – 0                                                                   | Tagikistan                                                              | Qual. Mondiali 2014                                                     | 1                                                                       |                                                                         |
| 11-11-2011                                                              | Dushanbe                                                                | Tagikistan                                                              | 0 – 4                                                                   | Giappone                                                                | Qual. Mondiali 2014                                                     | -                                                                       |                                                                         |
| 15-11-2011                                                              | Pyongyang                                                               | Corea del Nord                                                          | 1 – 0                                                                   | Giappone                                                                | Qual. Mondiali 2014                                                     | -                                                                       |                                                                         |
| 24-2-2012                                                               | Osaka                                                                   | Giappone                                                                | 3 – 1                                                                   | Islanda                                                                 | Amichevole                                                              | -                                                                       | 64’                                                                     |
| 29-2-2012                                                               | Toyota                                                                  | Giappone                                                                | 0 – 1                                                                   | Uzbekistan                                                              | Qual. Mondiali 2014                                                     | -                                                                       | 83’                                                                     |
| 15-8-2012                                                               | Sapporo                                                                 | Giappone                                                                | 1 – 1                                                                   | Venezuela                                                               | Amichevole                                                              | -                                                                       | 87’                                                                     |
| 6-9-2012                                                                | Niigata                                                                 | Giappone                                                                | 1 – 0                                                                   | Emirati Arabi Uniti                                                     | Amichevole                                                              | -                                                                       |                                                                         |
| 11-9-2012                                                               | Saitama                                                                 | Giappone                                                                | 1 – 0                                                                   | Iraq                                                                    | Qual. Mondiali 2014                                                     | -                                                                       |                                                                         |
| 22-3-2013                                                               | Doha                                                                    | Giappone                                                                | 2 – 1                                                                   | Canada                                                                  | Amichevole                                                              | -                                                                       | 46’                                                                     |
| 26-3-2013                                                               | Amman                                                                   | Giordania                                                               | 2 – 1                                                                   | Giappone                                                                | Qual. Mondiali 2014                                                     | -                                                                       | 79’                                                                     |
| 30-5-2013                                                               | Toyota                                                                  | Giappone                                                                | 0 – 2                                                                   | Bulgaria                                                                | Amichevole                                                              | -                                                                       | 46’                                                                     |
| 21-7-2013                                                               | Seul                                                                    | Giappone                                                                | 3 – 3                                                                   | Cina                                                                    | Coppa dell'Asia orientale 2013                                          | -                                                                       | cap.                                                                    |
| 28-7-2013                                                               | Seul                                                                    | Corea del Sud                                                           | 1 – 2                                                                   | Giappone                                                                | Coppa dell'Asia orientale 2013                                          | -                                                                       | cap.                                                                    |
| 14-8-2013                                                               | Rifu                                                                    | Giappone                                                                | 2 – 4                                                                   | Uruguay                                                                 | Amichevole                                                              | -                                                                       | 83’                                                                     |
| Totale                                                                  |                                                                         | Presenze (16º posto)                                                    | 78                                                                      |                                                                         | Reti                                                                    | 1                                                                       |                                                                         |

| Cronologia completa delle presenze e delle reti in nazionale ― Giappone Olimpica | Cronologia completa delle presenze e delle reti in nazionale ― Giappone Olimpica | Cronologia completa delle presenze e delle reti in nazionale ― Giappone Olimpica | Cronologia completa delle presenze e delle reti in nazionale ― Giappone Olimpica | Cronologia completa delle presenze e delle reti in nazionale ― Giappone Olimpica | Cronologia completa delle presenze e delle reti in nazionale ― Giappone Olimpica | Cronologia completa delle presenze e delle reti in nazionale ― Giappone Olimpica | Cronologia completa delle presenze e delle reti in nazionale ― Giappone Olimpica |
| Data                                                                             | Città                                                                            | In casa                                                                          | Risultato                                                                        | Ospiti                                                                           | Competizione                                                                     | Reti                                                                             | Note                                                                             |
| -------------------------------------------------------------------------------- | -------------------------------------------------------------------------------- | -------------------------------------------------------------------------------- | -------------------------------------------------------------------------------- | -------------------------------------------------------------------------------- | -------------------------------------------------------------------------------- | -------------------------------------------------------------------------------- | -------------------------------------------------------------------------------- |
| 15-8-2004                                                                        | Volos                                                                            | Giappone                                                                         | 2 – 3                                                                            | Italia                                                                           | Olimpiadi 2004 - 1º turno                                                        | -                                                                                | 46’                                                                              |
| 18-8-2004                                                                        | Volos                                                                            | Giappone                                                                         | 1 – 0                                                                            | Ghana                                                                            | Olimpiadi 2004 - 1º turno                                                        | -                                                                                | 23’                                                                              |
| Totale                                                                           |                                                                                  | Presenze                                                                         | 2                                                                                |                                                                                  | Reti                                                                             | 0                                                                                |                                                                                  |

## Palmarès

### Club

#### Competizioni nazionali
- Coppa J. League: 1

Júbilo Iwata: 2010

#### Competizioni internazionali
- Copa Suruga Bank: 1

Júbilo Iwata: 2011

### Nazionale
- Giochi asiatici: 1

2002
- Kirin Cup: 2

2008, 2009
- Coppa dell'Asia orientale: 1

2013